# Cardozo
Cardozo é uma localidade uruguaia do departamento de Tacuarembó, na zona sul do departamento, banhada pelo Rio Negro. Está situada a 108 km da cidade de Tacuarembó, capital do departamento.

## Toponímia
O nome da localidade vem do Arroyo Cardozo. 

## População
Segundo o censo de 2011 a localidade contava com uma população de 47 habitantes.
| Variação demográfica do município entre 1908 e 2011 |
|                                                     |

Antes da submersão de parte do território a localidade chegou a ter mais de 1500 habitantes 

## Geografia
Cardozo se situa próxima das seguintes localidades: ao norte, Cuchilla de Peralta, a leste, Achar, ao sul, Paso de los Toros e ao sudeste, San Jorge (Departamento de Durazno) .
Grande parte do território de Cardozo está embaixo da represa da Hidrelétrica Rincón del Bonete 

## Autoridades
A localidade é subordinada diretamente ao departamento de Tacuarembó, não sendo parte de nenhum município tacuaremboense.

## Transporte
A localidade possui a seguinte rodovia:
- Ruta 05, que liga Montevidéu à Rivera (Departamento de Rivera) (Fronteira Seca - e a BR-158 em Santana do Livramento (Rio Grande do Sul)). [9][10][11]